# Нортон (Зимбабве)
Нортон (енгл. Norton) је град у Зимбабвеу 40 km источно од Харареа на путу за Булавајо. 
Према попису становништва из 1982. у граду је живело 12.360 становника. Ово је порасло на 20.405 на попису из 1992, 44.054 на попису из 2002, 67.591 на попису из 2012. године и 87.038, 2022. године.Изградња оближње бране "Језеро Чиверо" пружила је даљи подстицај развоју.